# Inácio Joaquim de Paiva Freire de Andrade
Inácio Joaquim de Paiva Freire de Andrade (Porto Alegre, 1811 -?) foi um político brasileiro.
Filho do cirurgião-mor Inácio Joaquim de Paiva e Maria Águeda de Paiva, cursou a Faculdade de Direito de São Paulo, graduando-se em 1836
Foi deputado provincial do Rio Grande do Sul na 2ª Legislatura da Assembleia Legislativa Provincial do Rio Grande do Sul, em 1846.